# Симмонс, Куинн
Куинн Симмонс (англ. Quinn Simmons род. 8 мая 2001, Дуранго, Колорадо) — американский профессиональный шоссейный велогонщик, выступающий с 2020 года за команду мирового тура   «Lidl-Trek».

## Достижения
2018
1-й  Чемпион США — Групповая гонка (юниоры)
1-й  Трофей земли Саар (юниоры) — Очковая классификация
1-й — Этап 4
3-й Гент — Вевельгем (юниоры)
7-й Париж — Рубе (юниоры)
2019
1-й  Чемпион мира — Групповая гонка (юниоры)
1-й  Чемпион США — Индивидуальная гонка
1-й  Гран-при Рублиланда (юниоры) — Генеральная классификация
1-й  — Очковая классификация
1-й — Этапы 2b (ИГ) и 3
1-й Гент — Вевельгем (юниоры)
4-й Чемпионат мира — Индивидуальная гонка (юниоры)
6-й Чемпионат США — Групповая гонка (юниоры)